# Чащевица

Чащевица — река в России, протекает в Орловском районе Кировской области. Устье реки находится в 14 км по правому берегу реки Хвощевица. Длина реки составляет 12 км.
Исток реки в лесах западнее села Колково, центра Колковского сельского поселения. Река течёт на северо-восток, протекает деревню Тобольские и несколько нежилых. Приток — Татарка (правый). Впадает в Хвощевицу в урочище Малаховщина выше деревни Колупаевы.

## Данные водного реестра
По данным государственного водного реестра России относится к Камскому бассейновому округу, водохозяйственный участок реки — Вятка от города Киров до города Котельнич, речной подбассейн реки — Вятка. Речной бассейн реки — Кама.
По данным геоинформационной системы водохозяйственного районирования территории РФ, подготовленной Федеральным агентством водных ресурсов:
- Код водного объекта в государственном водном реестре — 10010300312111100034877
- Код по гидрологической изученности (ГИ) — 111103487
- Код бассейна — 10.01.03.003
- Номер тома по ГИ — 11
- Выпуск по ГИ — 1